# واکسول (ناحیه)
longitudeواکسول (ناحیه)latitudeواکسول (ناحیه)
واکسول (به انگلیسی: Vauxhall) یک ناحیه در لندن است که در منطقه لمبت لندن واقع شده‌است.